# Guillermo Pfund
Guillermo Nicolás Pfund (Tornquist, 30 maggio 1989) è un calciatore argentino, difensore svincolato.

## Caratteristiche tecniche
È un difensore centrale.

## Carriera
Cresciuto nel settore giovanile del Vélez Sarsfield, ha debuttato fra i professionisti il 22 febbraio 2010 durante il prestito al Dep. Merlo disputando l'incontro di Primera B Nacional perso 3-0 contro il San Martín (SJ). Ha disputato oltre 170 incontri divisi fra seconda e terza divisione, con due parentesi in Svizzera e Honduras rispettivamente a Bellinzona e Luis Ángel Firpo.